# 麥斯·曉姆斯
马茨·尤利安·胡梅尔斯（德語：Mats Julian Hummels，1988年12月16日—）出生于西德城市贝吉施格拉德巴赫，是一名已退役德国职业足球运动员，司职中后卫，最后效力於意甲球隊羅馬。
胡梅尔斯出身于拜仁慕尼黑青训，自2008年起为多特蒙德效力了八余年，于2016年回到拜仁效力了三个赛季。2019年，胡梅尔斯重返多特蒙德。截至 2023年2月19日，胡梅尔斯是代表多特蒙德参加比赛次数第二多的球员（454场）。
胡梅尔斯是德國國家足球隊的一员。2014年，胡梅尔斯随国家队获得世界杯冠军。

## 球會生涯

### 拜仁慕尼黑
儘管曉姆斯生於德國西部北威邦的科隆區近郊贝吉施格拉德巴赫，卻是南部巴伐利亞州豪門拜仁慕尼黑的青訓產品；由於拜仁慕尼黑少年隊採用與意大利球會羅馬相似的系統，傾向招攬球會所在城區範圍內的孩童入隊，因此如拉姆、施魏因斯泰格、穆勒和等人於距離慕尼黑不遠處土生土長的個案俯拾皆是，像曉姆斯這樣穿州過省而來的反而並不多見。曉姆斯從七歲起加入拜仁青訓營渡過了整整十個年頭，與之同期的還有孔滕托。
2005年，16歲的曉姆斯獲調升球會二隊，藉參與當時屬於第三級別的地區聯賽南區賽事來累積比賽經驗。2006年12月19日，拜仁為曉姆斯提供了他第一份職業球員合約，為期四年。
2007年5月19日，該球季從11月起便在聯賽榜屈居第四的拜仁早早已經退出爭冠行列，因此崔護重來的教練希茨费尔德在季尾聯賽謝幕戰領先緬恩斯3-0時便派遣曉姆斯作處子登場；但他在球賽第52分鐘後備入替後並未能制止對手反撲，先後被對方兩度射破城門，最終拜仁主場仍以5-2順利擊退緬恩斯。
由於希斯菲特作風保守，曉姆斯從此再找不到上陣機會，在慕尼黑受訓十二載結果只換來一次38分鐘的抱憾演出。還未盼到樂於提拔後進的克林斯曼在08/09球季來臨，曉姆斯便已經無法繼續留在安聯球場了。

### 多蒙特
2008年1月冬歇期曉姆斯被拜仁放棄，外借到靠近家鄉的魯爾區老牌球會多蒙特。雖是初來報到，曉姆斯在新環境卻得到教練多尔的信任，在德甲聯賽下半季時間裡一共披掛上陣13次（10次正選3次後備），但球隊最終在聯賽榜卻只得到近二十年來最差的第13位。另一方面，巧合地曉姆斯很快便迎來一個倒戈的機會，2008年4月18日的2008年德國盃決賽正是由多蒙特和拜仁慕尼黑上演，可惜曉姆斯整場比賽都只有在後備席上渡過，平白浪費一齣挑戰舊東家以證身價的戲碼，而多蒙特也在加時階段1球不敵對手而屈居亞軍。
2008/09
這是曉姆斯在西格納伊度納公園球場的首個完整賽季。季前，在2008年7月23日舉行的非正式德國超級盃上，曉姆斯以正選身份帶領「蜜蜂兵團」多蒙特報回一戰之仇，以2-1擊退剛由奇連士文接手的拜仁慕尼黑。
更重要的是，多蒙特在季前的夏天啟動重建球隊的計劃，在清除球會負債後落實解決陣容老化、減少高價收購（500萬歐元或以上）的方針，又請來緬恩斯少帥克洛普執掌大局。高普季初已經重用曉姆斯和由前度球會挖來的愛將苏博蒂奇（同是1988年12月出生），這對未足二十歲的年青中堅組合稍欠經驗但是充滿活力，而且同樣高大強壯，使多蒙特當季的防守非常穩健。
而曉姆斯亦在季內初次涉足歐洲賽事，在2008年9月18日最後一屆歐洲足協盃第一圈對烏甸尼斯的首回合比賽裡初次亮相歐洲大賽。可惜這個初次經歷卻是苦澀而不堪回首的，他在比賽第22分鐘因為右腳腳踝重創而被迫含淚退下火線，而球隊在隨後的次回合最後也因為失足於互射十二碼階段而遭受淘汰。
聯賽方面，曉姆斯在德甲上半程已經正選出場11次及取得1個入球，狀態不俗，然而在季中不幸再度觸及上述的足踝傷患，情況嚴重以至需要提早收咧，故此錯過了競爭最激烈的德甲末段賽事。雖然長期養傷，多蒙特會方仍然在2009年2月宣佈正式簽下曉姆斯，合約為期至2013年，轉會金額則是4百萬歐元。多蒙特在08/09賽季因為後防大幅改善而令成績扶搖直上，不過亦以2分之微於聯賽榜排名第6，失落歐洲賽資格；另外，他們37個失球數目則比前季頓減了接近一半，在聯賽中排行第二。
2009/10
德甲09/10賽季，恢復健康的曉姆斯發揮穩定，除了在後防線上展現出良好的位置感外，還拾回身在拜仁預備組時的攻門靈感，屢次頭鎚破門建功。此外，到了季中階段多蒙特飽受傷患困擾之時，高普甚至把曉姆斯移前為防守中場，其表現勝任有餘。整季下來，曉姆斯在聯賽上陣27場（另替補3次），還取得5個入球和1次助攻；與此同時他的防守動作也不會過份粗野，全季只被球證吹罰了四面黃牌，保持住職業生涯至今從未領紅的清白之身，以中堅位置而言算得上難能可貴。多蒙特也在這季再接再厲，最後攀上聯賽第5名而得以出戰來屆歐霸盃的外圍附加賽。
2010/11
世界盃過後的10/11賽季，由於強援香川真司和莱万多夫斯基相繼加盟多蒙特，加諸陣中原有的、及等球員，令高普一手打造並磨合經年的4-2-3-1陣式發揮出具有穩定性的超水準演繹，除卻中前場的進攻火力非常強橫之餘，一條由曉姆斯所率領異常嚴密的後防線亦顯得滴水不漏。曉姆斯與蘇保迪兩名中堅固然因為久經歷練而默契深厚，配合邊衛和門將也發揮出色，使多蒙特在聯賽半季裡面驚人地只失了九球。
2010年12月5日歇冬前三輪對陣紐倫堡，曉姆斯在比賽第23分鐘接應由中圈附近開出的罰球長傳，施展插水式頭搥攻門得手，幫助球隊2-0輕取對手完場
，同時取得聯賽作客8連勝。藉此勝仗，多蒙特也宣佈提前兩輪奪取德甲半程冠軍，並以15戰得40分（入37球失9球）打破德甲歇冬榜首的最高積分紀錄，也遠遠拋離第二位球隊緬恩斯10分之遙。

### 拜仁慕尼黑
2016/17
2016年5月10日，確認胡梅爾斯將於2016年7月1日起重返拜仁慕尼黑，簽訂一份為期五年的合約。

### 返回多特蒙德
2019/20
2019年6月19日，拜仁慕尼黑與多特蒙德隊達成協議，讓這位30歲的球員以3700萬歐元的價格重新加入他的老東家。
2023/24
2023年9月16日，胡梅爾斯在4-2击败弗赖堡的比賽中，達成繼2020/21賽季來的首個梅開二度，幫助球隊拿取3分，他已經連續16個德甲賽季進球，成為第六位達成這一點的球員。
2024年6月14日，胡梅爾斯與高層達成協議離開俱樂部。

### 罗马
2024年9月4日，胡梅尔斯职业生涯首次离开德国，以自由球员身份加盟意甲俱乐部罗马，双方签约一年。10月27日，罗马生涯首次出场，在球队客场5比1战胜佛罗伦萨的比赛中为对手献上乌龙球 。11月28日，欧洲联赛第五个比赛日，胡梅尔斯首次在罗马首发，帮助球队客场2比2战平热刺，期间在补时阶段为球队打入绝平球。
2025年4月4日，胡梅尔斯宣布在赛季结束后退役。

## 國家隊生涯
曉姆斯首次代表國家披甲是2007年11月27日的U21歐洲國家盃外圍賽，協助德國U-21七球击败分組對手盧森堡。及至兩年後的決賽周階段賽事，儘管在前四場比賽的出場時間非常有限，但到決賽迎戰英格蘭的時候則以正選身份上陣並負責防守中場一職，為球隊的後防架設起第一道屏障。最後曉姆斯和隊友們均發揮理想，以4-0擊潰有等球員坐鎮的英軍，順利奪標而歸。
這支加冕了歐洲冠軍的二十一歲以下代表隊被德國國內視為潛質優厚的新星浪潮，當中不少成員更獲得國家隊領隊勒夫的直接提拔，而得以參與2010年的南非世界盃，像等球員都在世界盃上一戰成名，鲤跃龙门。然而曉姆斯並非以上的幸運兒之一，即使在2010年5月13日的世界盃前夕熱身賽對馬爾他時，曉姆斯獲得路維的徵召並在下半場入替塔什彻出場，助球隊3-0輕鬆取勝；但此次的成年國家隊處子戰未竟全功，最終他仍未得路維青睞，無緣征戰首次在非洲舉行的世界盃。
2010年11月17日對瑞典的友誼賽是德國隊年度最後一場比賽，領隊路維有意藉此機會考察德甲近日發揮優異的一眾年輕新星，因此將曉姆斯重召入隊，而曉姆斯在比賽中亦擔任正選中堅踢足九十分鐘全程，且力保德國隊一球未失。
2014年，胡梅尔斯随队出战巴西世界杯。首战葡萄牙，胡梅尔斯在1比0的情况下进球，最终德国队以4比0大胜葡萄牙。在四分之一决赛中，胡梅尔斯头球帮助德国队1比0赢得法国，从而进入半决赛。并最终随队获得2014世界杯冠军。
2018年，胡梅尔斯随队出战俄羅斯世界杯。三战一勝二負，分組賽出局。
2019年3月，德国主帅勒夫宣布不再征召胡梅尔斯进入德国国家队。
2021年5月19日，胡梅爾斯被列入德國隊26人陣容，參加2020年歐洲國家盃，這是他兩年來首次入選國家隊。6月15日，在2020年歐洲國家盃首場比賽中，胡梅爾斯打入烏龍球，幫助法國1-0獲勝，這是德國隊在歐錦賽上的首個烏龍球，也是自贝尔蒂·福格茨在1978年國際足協世界盃踢進烏龍球以來的首個重要賽事紀錄。
2023年10月6日，胡梅爾斯被主教練尤利安·纳格尔斯曼列入對陣美國和墨西哥友誼賽的陣容，時隔兩年再次入選。

## 個人生活
胡梅爾斯與凱西·胡梅爾斯於2015年6月結婚。這對夫婦有一個兒子，於2018年1月11日出生。
2017年8月，他加入了共同目標項目（胡安·馬塔發起），成為第二位將自己薪水的1%捐贈給集體基金的足球運動員，該基金將支持足球組織作為促進全球可持續社會發展的工具。
2022年11月16日，胡梅爾斯與妻子凱西·胡梅爾斯正式離婚。

## 榮譽

### 球會
拜仁慕尼黑
- 德國足協盃冠軍：2018–19
- 德甲聯賽冠軍：2016–17、2017–18、2018–19
- 德國超級盃冠軍：2016、2017、2018

 多蒙特
- 德甲聯賽冠軍：2010–11、2011–12
- 德國盃冠軍：2011–12、2020–21[33]

- 德國超級盃：2008、2019

### 國家隊
德國U21
- 歐洲U-21足球錦標賽冠軍：2009

 德國
- 國際足協世界盃冠军：2014

## 外部連結
- 麥斯·曉姆斯在Soccerway.com（英语）
- 麥斯·曉姆斯在WorldFootball.net（英语）
- 麥斯·曉姆斯在Soccerbase.com（英语）
- 麥斯·曉姆斯在National-Football-Teams.com（英语）
- 麥斯·曉姆斯在BDFutbol（英语）
- 麥斯·曉姆斯在kicker（德语）
- 麥斯·曉姆斯在FBref.com（英语）
- 麥斯·曉姆斯在ESPN（英语）
- 麥斯·曉姆斯在German Football Association（英语）
- 麥斯·曉姆斯在EU-Football.info（英语）
- 麥斯·曉姆斯在FootballDatabase.eu（英语）
- 麥斯·曉姆斯在Fussballdaten.de（德语）
- 麥斯·曉姆斯在L'Équipe（法语）
- 麥斯·曉姆斯在Transfermarkt（英语）
- 曉姆斯的个人官方網站（德文）（页面存档备份，存于）
- 胡梅尔斯在多特蒙德俱乐部的资料页 （页面存档备份，存于） （英文）

| 體育角色 | 體育角色                 | 體育角色 |
| -------- | ------------------------ | -------- |
| 前任：   | 多蒙特隊長 2014年–2016年 | 繼任：   |